# Asemosyrphus mexicanus
Asemosyrphus mexicanus là một loài ruồi trong họ Ruồi giả ong (Syrphidae). Loài này được Macquart mô tả khoa học đầu tiên năm 1842. Asemosyrphus mexicanus phân bố ở vùng Tân Nhiệt đới